# Соборная площадь (Устюжна)
Собо́рная пло́щадь — площадь города Устюжна в Вологодской области, Россия. Вместе с соседней Торговой Соборная площадь формирует планировочное ядро города и является его центром.

## История
С XV века на территории нынешней площади находился монастырь. В начале царствования Михаила Фёдоровича монастырь был расформирован, а на его месте в 1622 году сооружена деревянная церковь Рождества Богородицы. Церковь сгорела при пожаре 1677 года. После этого в 1685—1690 годах церковь была отстроена уже в камне.
Генеральным планом 1778 года было предусмотрено сохранение центральной роли Соборной площади наряду с соседней Торговой. Тогда же было запланировано строительство нескольких казённых зданий. Согласно плану с этого момента на Соборной площади было разрешено строительство только каменных зданий, но несмотря на это, при начавшейся в 1780 году перестройке города снова большая часть зданий строились из дерева, поскольку кирпич был слишком дорог. К 1795 году перестройка площади по новому плану была завершена.
В советское время площадь была переименована в площадь Жертв Революции.
16 октября 1971 года на площади открыт памятник устюжанам, погибшим в Великой Отечественной войне, работы скульпторов Е. В. Черкасова и Г. В. Хонина.

## Описание
Соборная площадь расположена в центре Устюжны, на правом берегу Мологи, на конце улицы Карла Маркса. С запада площадь ограничена прудом реки Ворожи, отделяющим Соборную площадь от Торговой, вместе они образуют планировочное ядро города.
Центром ансамбля площади является памятник устюжанам, погибшим в Великой Отечественной войне. К значительным памятникам, расположенным на площади относятся здание устюженской городской думы с пожарной каланчой, замыкающее ансамбль с юга, усадьба купца Николая Поздеева с конторой, замыкающая его с востока, а также Рождественский собор, помимо этого на площади сохранился целый ряд исторических построек. Пространство площади состоит из широкой заасфальтированной площадки и примыкающего к ней сквера.